# (11034) 1988 TG
1988 تي جي (ويعرف أيضًا باسم (11034) 1988 تي جي وفق تسمية الكوكب الصغير) (بالإنجليزية: 1988 TG)‏ هو كويكب ضمن حزام الكويكبات؛ وترتيبه 11034 من حيث الاكتشاف.
اكتُشف هذا الجُرم الفلكي بواسطة Yoshiaki Oshima ‏ في 9 أكتوبر 1988.

## وصلات خارجية
- (11034) 1988 TG في قاعدة بيانات مختبر الدفع النفاث لأجرام النظام الشمسي الصغيرة

- الاكتشاف · مخطط المدار ·  العناصر المدارية · المعلمات المادية

- (11034) 1988 TG على موقع ويكي سكاي: DSS2, SDSS, GALEX, IRAS, Hydrogen α, X-Ray, Astrophoto, Sky Map, Articles and images